# 長崎市道相生町上田町2号線

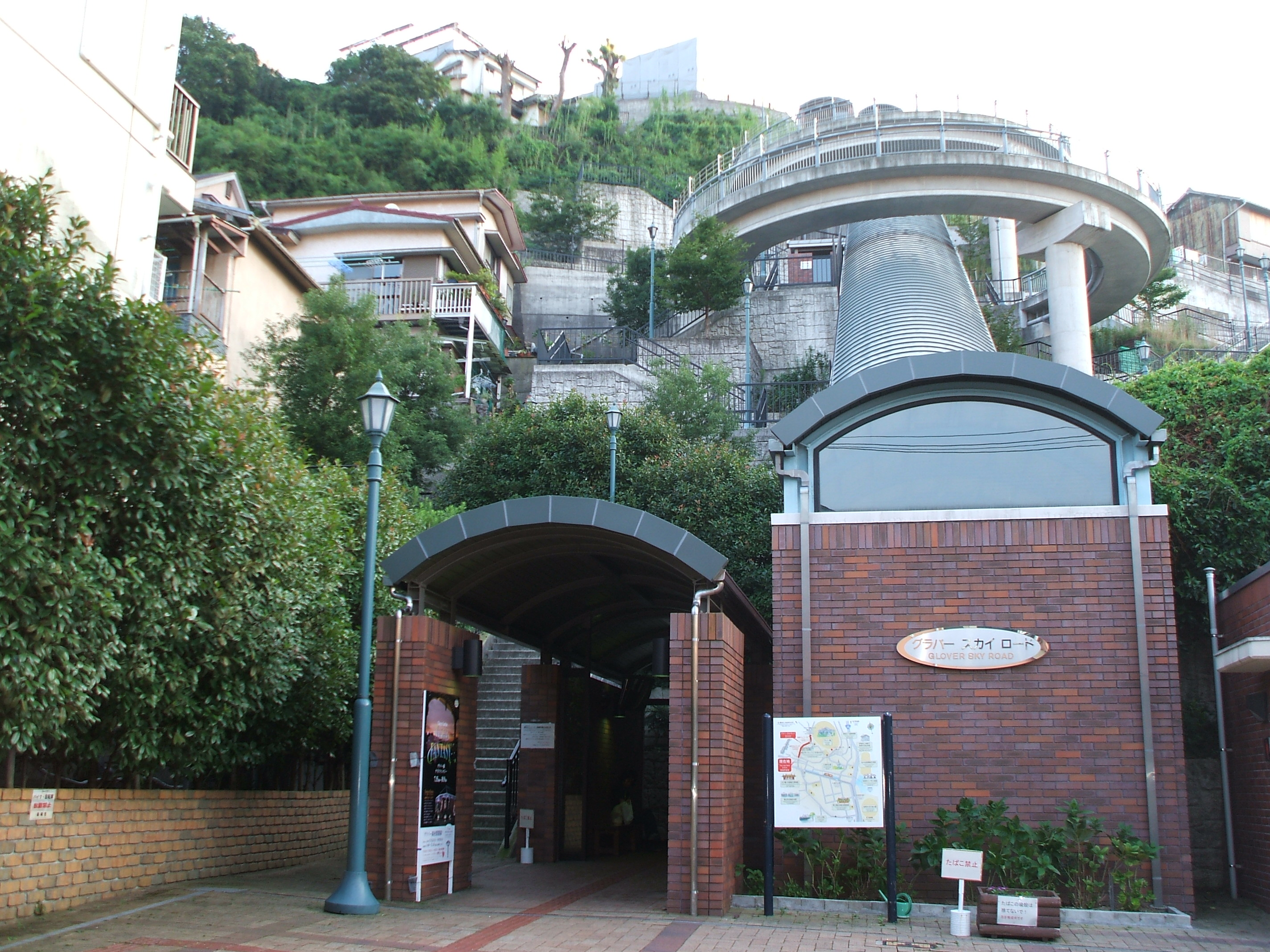
第2ゲートへつながるグラバースカイロード（斜行エレベータ）

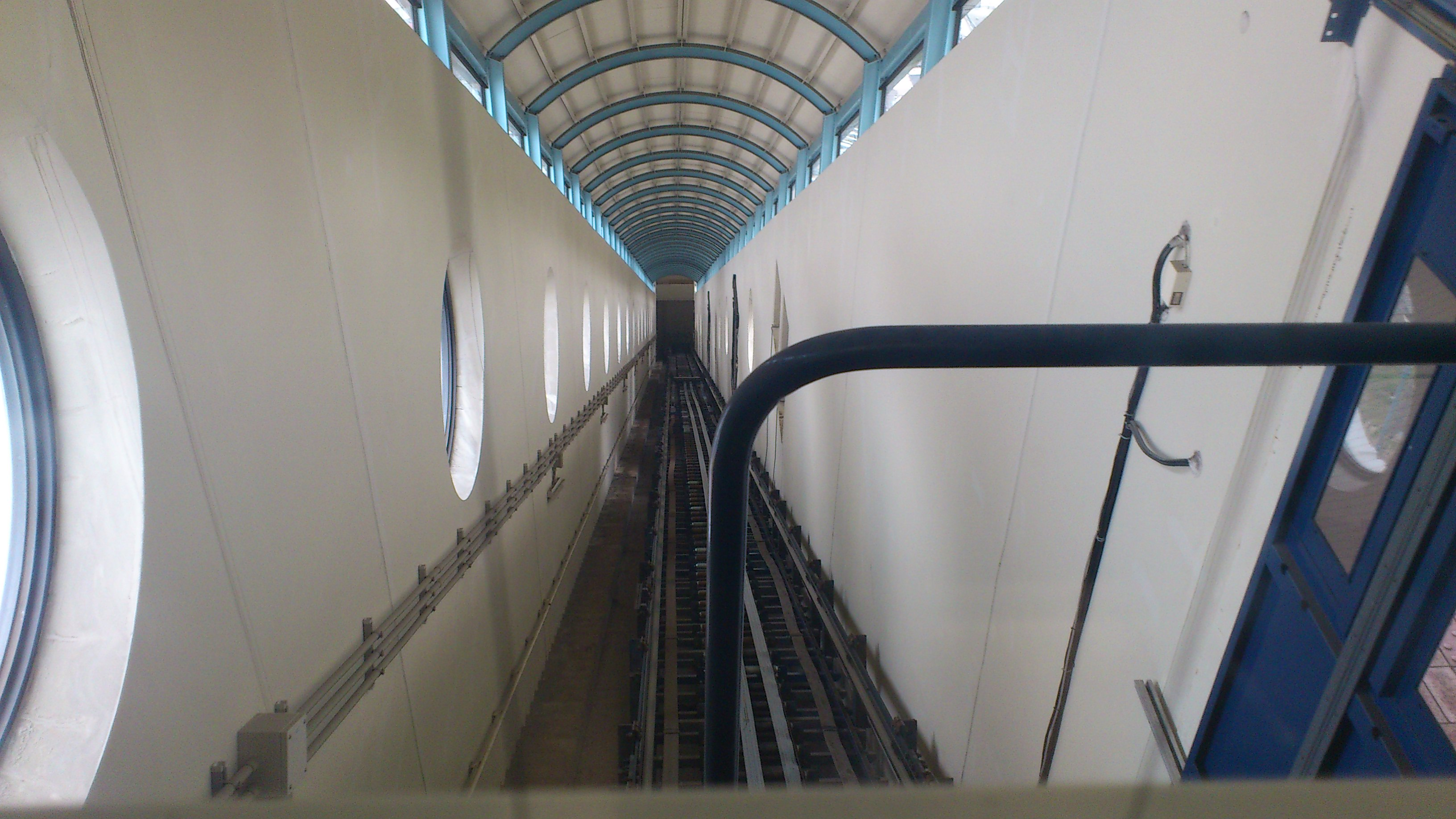
斜行エレベーター内部

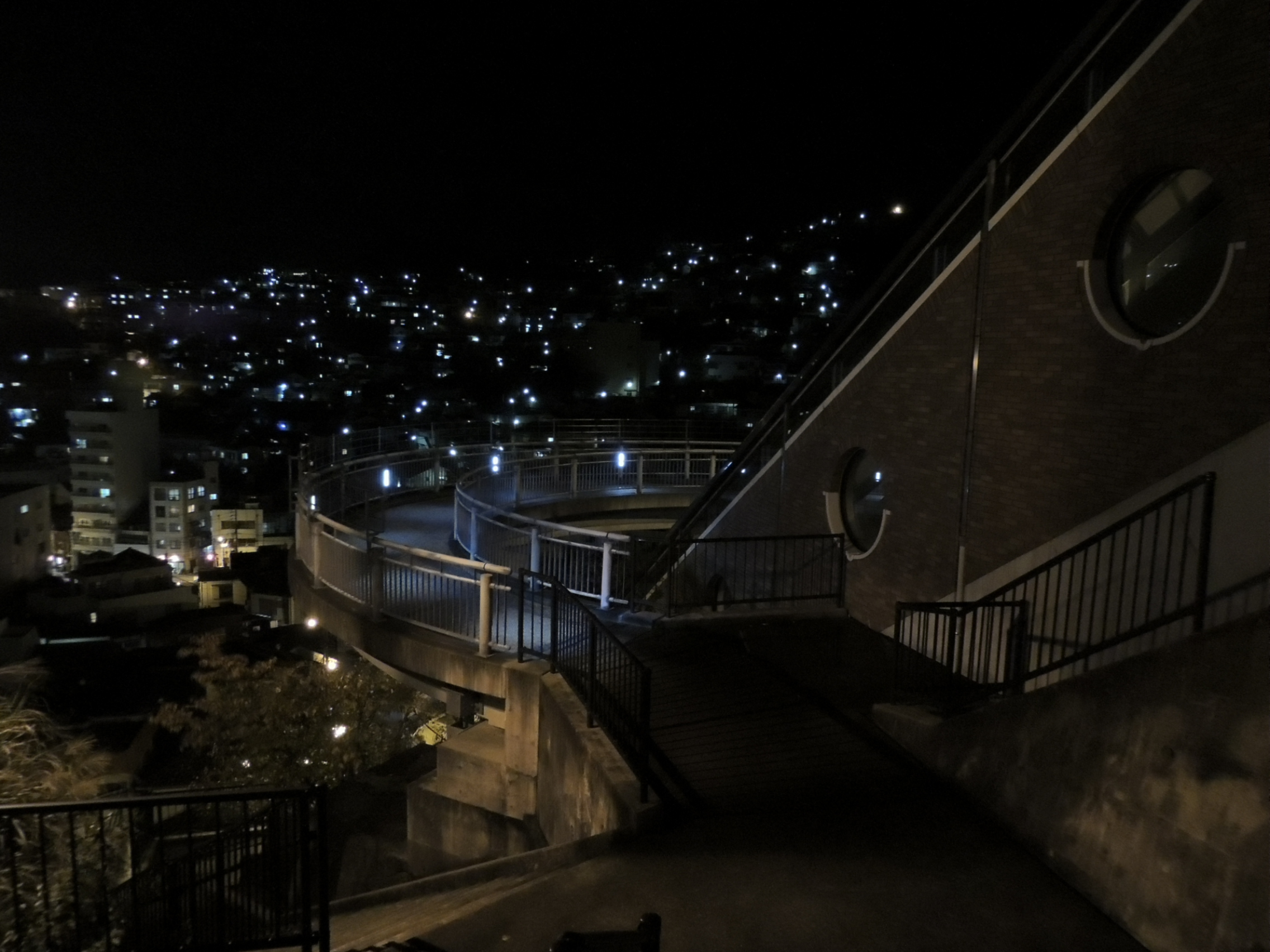
2段目乗降場反対側から見た斜行エレベーター。奥のループ橋の奥に乗降場がある。

長崎市道相生町上田町2号線（ながさきしどうあいおいまちうえだまちにごうせん）は長崎県長崎市上田町、相生町にある長崎市道。日本で初めて公道として整備された17人乗りの斜行エレベーターと11人乗りの垂直エレベーターである。愛称はグラバースカイロード。

## 概要
ふもとの相生町と鍋冠山の山腹にある上田町を結ぶエレベーターとして作られた公道である。元々急な階段が続く場所であり（車道は大浦小学校周辺にしか無く、その上に大回りの必要がある）、特に交通弱者とされる高齢者には非常に不便であった。そこでこれら斜面地の住環境向上や、隣接するグラバー園第2ゲート、小学校へ向かう道路のバリアフリー化を目的に整備された。先に斜行エレベーターが2002年（平成14年）7月27日に、その後に垂直エレベーターが2003年（平成15年）5月31日に開通。総工費3億2000万円。市道なので、長崎市道路公園部の道路維持課が管理している。
長崎市民に限らず、誰でも無料で利用でき（ただし、基本的には地元住民を優先する様に案内されている。時間帯によっては係員が配置されており、安全確認やボタン操作を行う）、最高部の上田町からは、斜面地に住宅が連なる長崎らしい光景を眺めることができる。なお、階段部は斜行エレベーターに沿って現在も存続しており、ふもとのエレベーター乗り場左側奥に、階段の入り口がある。
斜行エレベーター部分の高低差50メートル、全長160メートルを時速約5キロで移動する。斜行・垂直エレベーター共に三菱電機製。斜行エレベーターは5段階、垂直エレベーターは3段階あり、途中で降りることも可能である。斜行エレベータの出入り口は斜面下側から見て左側（南東側）に設けられており、2階・3階にはエレベーターの南東側と北西側を結ぶ円形の歩道橋が設けられている。
長崎電気軌道石橋電停から斜行エレベーターを経て、グラバー園第2ゲート下の垂直エレベーターを利用すれば、従来の最寄駅大浦天主堂電停下車後の急坂を歩くことなく園内にたどり着くことができる。

## 周辺施設
- グラバー園
- 南山手レストハウス
- 長崎電気軌道石橋電停
- 長崎市立大浦小学校

## 外部サイト
- グラバースカイロード - 長崎市ホームページ